# L'Aubépin
L'Aubépin era una comuna francesa que estaba situada en el departamento de Jura, de la región de Borgoña-Franco Condado que el 1 de abril de 2016 pasó a formar parte de la comuna nueva de Les Trois-Châteaux.

## Historia
En 1821 se fusionó con la comuna de Villette-lez-Saint-Amour, manteniendo esta última denominación. En 1883 pasó a su actual denominación al cambiar el chief-lieu de lugar. 

## Demografía
| Gráfica de evolución demográfica de L'Aubépin entre 1800 y 2014 |
|                                                                 |

Los datos demográficos contemplados en este gráfico de la comuna de L'Aubépin se han cogido de 1800 a 1999 de la página francesa EHESS/Cassini, y los demás datos de la página del INSEE.